# Un lloc per quedar-s'hi
Un lloc per quedar-s'hi (títol original This Must Be the Place) és una pel·lícula dramàtica italo-franco-irlandesa del 2011 dirigida per Paolo Sorrentino, escrita per Sorrentino i Umberto Contarello i que es va estrenar als Estats Units a finals de 2012. És protagonitzada per Sean Penn i Frances McDormand. La pel·lícula tracta sobre una estrella de rock rica de mitjana edat que s'avorreix en la seva jubilació i s'enfronta a la recerca de trobar el torturador del seu pare, un criminal de guerra nazi refugiat als Estats Units.
La pel·lícula va ser una producció majoritària italiana amb coproductors a França i Irlanda. La fotografia principal va començar l'agost de 2010. El rodatge va tenir lloc a Irlanda i Itàlia, així com als estats de Michigan, Nou Mèxic i Nova York. La pel·lícula va estar en competició al 64è Festival Internacional de Cinema de Canes. Ha estat doblada al català.

## Trama[calcitació]
Cheyenne és una antiga estrella de rock rica, ara avorrit i cansat en la seva jubilació de 20 anys a Dublín. Es va retirar després que dos dels seus fans adolescents es van suïcidar. Viatja a Nova York per reconciliar-se amb el seu pare alienat durant les seves últimes hores, només per arribar massa tard. La raó per la qual no es va comunicar amb el seu pare durant 30 anys va ser que el seu pare el va rebutjar quan es va maquillar de gòtic als 15 anys. Llegeix el diari del seu pare i s'assabenta de la seva persecució al camp de concentració d'Auschwitz a mans de l'antic oficial de les SS Alois Lange. Visita un caçanazis professional anomenat Mordecai Midler que li diu que en Lange és una peça petita.
Cheyenne comença un viatge pels Estats Units per localitzar en Lange. Cheyenne troba la dona de Lange, la néta de Lange i un home de negocis. Es compra una arma gran. A la botiga d'armes, un espectador fa un soliloqui sobre un determinat tipus de pistola que permet a la gent "matar amb impunitat", i donada aquesta capacitat, "si tenim llicència per ser monstres acabem tenint un sol desig: ser monstres de veritat".
Quan Cheyenne finalment rastreja en Lange amb l'ajuda de Mordecai, Lange, ara cec, diu que va rebre correu del pare de Cheyenne durant dècades. Lange explica l'incident que va provocar l'obsessió del pare de Cheyenne amb Lange, en què el pare de Cheyenne es va fer pipí als pantalons per por. Lange descriu això com un "incident menor" en comparació amb els veritables horrors d'Auschwitz, però esmenta que va arribar a admirar la determinació decidida de l'home de dedicar la seva vida a fer la seva pròpia miserable. Cheyenne fa una foto de Lange i li xiuxiueja que va ser una injustícia que el seu pare morís abans que Lange. Cheyenne obliga el vell cec a sortir nu a les salines, com una víctima de l'Holocaust; pell i ossos i adormit de por. Cheyenne i Mordecai marxen poc després, deixant-lo encara dempeus als pisos.
Cheyenne viatja a casa amb avió (cosa que abans temia), es talla els cabells d'estrella de rock i deixa de portar el maquillatge, les joies i els vestits gòtics.

## Repartiment
- Sean Penn - Cheyenne
- Frances McDormand - Jane
- Judd Hirsch - Mordecai Midler
- Eve Hewson - Mary
- Kerry Condon - Rachel
- Grant Goodman - Tommy
- Harry Dean Stanton - Robert Plath
- Joyce Van Patten - Dorothy Shore
- David Byrne - ell mateix
- Máirín O'Donovan - Dona al banc
- Olwen Fouéré - Mare de Mary
- Shea Whigham - Ernie Ray
- Liron Levo - Richard
- Heinz Lieven - Alois Lange
- Simon Delaney - Jeffrey
- Kristine Graverson - Shopper
- Er Li Deng - Mestre de Tai Chi
- Fritz Weaver - veu del pare mort de Cheyenne

## Producció
Paolo Sorrentino va dir que Sean Penn li va dir que volia treballar amb ell després de veure la pel·lícula de Sorrentino Il Divo  al 61è Festival Internacional de Cinema de Canes, on Penn encapçalava el jurat. Tenint en ment a Penn, Sorrentino va escriure el guió de This Must Be the Place amb Umberto Contarello. Sorrentino havia estat fascinat durant molt de temps per criminals de guerra nazis que havien aconseguit mantenir en secret els seus crims anteriors i van passar a viure una vida normal. Per afegir un element d'ironia a una història sobre una persona així, Sorrentino va inventar el personatge de Penn: "una estrella de rock lent, mandrós, prou avorrit i tancat en el seu món autoreferencial fins al punt de ser, aparentment, la última persona que s'embarcaria en una recerca boja d'un criminal nazi, probablement mort a hores d'ara, als Estats Units." Sorrentino es va sentir atret per aquesta juxtaposició, ja que afegiria un gran risc de fracàs, que considera vital per a la perspectiva d'un la història per ser bona. En seleccionar el nom de l'estrella de rock i la seva banda, Sorrentino va pensar en els que considerava els noms més inspirats de la història de les estrelles de rock, Siouxsie and the Banshees, i el va canviar per "Cheyenne and the Fellows". L'aspecte del personatge es va inspirar en Robert Smith de The Cure. Sorrentino havia vist The Cure actuar diverses vegades en la seva joventut, i quan els va tornar a veure l'any 2008, va quedar fascinat pel fet que Smith, fins i tot fora de l'escenari, encara portava el mateix tipus de vestit que en el passat:
| « | Aquí hi havia un jove de cinquanta anys que encara s'identificava completament amb una mirada que, per definició, és la d'adolescent. Però no hi havia res de patètic. Només hi havia una cosa que, a les pel·lícules i a la vida, crea una increïble sensació de meravella: l'extraordinari, una excepció única i emocionant. | » |

Tan bon punt es va acabar el guió, Sorrentino el va enviar a Penn, que va acceptar el paper protagonista.
Un lloc per quedar-s'hi va ser la primera pel·lícula de Sorrentino que es va rodar en anglès. La pel·lícula tenia un pressupost de producció de 28 milions US $. La producció va ser dirigida per les tres companyies italianes Indigo Film, Lucky Red i Medusa Film. El banc italià Intesa Sanpaolo va invertir 2,5 milions € (3 milions de dòlars) a la pel·lícula, mentre que Eurimages va aportar 600.000 € (750.000 $) al finançament de la pel·lícula. La pel·lícula també va rebre finançament de França i Irlanda.
La fotografia principal va començar el 16 d'agost de 2010 a Dublín, Irlanda. Al setembre, la producció es va traslladar a Michigan on es va rodar a Bad Axe, Ubly, Kinde i Sterling Heights. El rodatge a Nou Mèxic va començar a l'octubre i va tenir lloc a Bingham, Alamogordo, Carrizozo, Eagle Nest, Red River i Questa. La postproducció va tenir lloc a Roma.
La música original de la pel·lícula va ser escrita per David Byrne, abans de Talking Heads. El títol de la pel·lícula és un homenatge a la cançó de Talking Heads "This Must Be the Place (Naive Melody)". Les cançons originals de la pel·lícula estan escrites conjuntament amb el cantautor independent Will Oldham. El cantautor de Nova York Michael Brunnock canta aquestes cançons per les quals van guanyar un premi David di Donatello. Les cançons no van ser cantades per Penn sinó per un altre personatge de la pel·lícula.

## Estrena
Un lloc per quedar-s'hi es va estrenar el 20 de maig de 2011 en competició al 64è Festival Internacional de Cinema de Canes. També es va projectar a la secció Spotlight del Festival de Cinema de Sundance el gener de 2012. La pel·lícula va fer el seu debut en sales als Estats Units el 14 d'octubre de 2012.

### Resposta crítica
A Rotten Tomatoes, la pel·lícula té un índex d'aprovació del 67%, basat en 87 crítiques, amb una valoració mitjana de 6,2/10. El consens del lloc web diu: "Un lloc per quedar-s'hi pot incloure massa desviaments capriciosos per satisfer alguns passatgers, però l'actuació seductora de Sean Penn i les imatges escèniques de Paolo Sorrentino fan d'aquest un viatge per carretera que val la pena seguir." A Metacritic, la pel·lícula té una puntuació de 61 de 100, basat en les ressenyes de 29 crítics.
Tom Keough de The Seattle Times va nomenar Un lloc per quedar-s'hi "una dramèdia mal concebuda amb una actuació sorprenentment molesta de Sean Penn, [que] realment no pot esbrinar quin tipus de pel·lícula se suposa que és."
Jay Weissberg de Variety va nomenar Un lloc per quedar-s'hi "aquella rara pel·lícula dirigida per un no estatunidenc que no només té els llocs, sinó també la cadència de l'idioma. absolutament correcte, amb un guió ple de grans línies i imatges de bellesa persistent". Pel que fa a l'actuació, Weissberg va escriure que "l'actuació impecable de Penn no té cap de la intensitat manierada que pot marcar el seu treball, transcendint les qualitats semblants a la màscara del deliniador d'ulls i el llapis de llavis amb una franquesa inèdita i infantil."